# Zbigniew Dunin-Wąsowicz
Zbigniew Dymitr Dunin-Wąsowicz (ur. 14 października 1882 w Brzeżanach, zm. 13 czerwca 1915 pod Rokitną) – polski dowódca wojskowy, rotmistrz Legionów Polskich, kawaler Orderu Virtuti Militari.

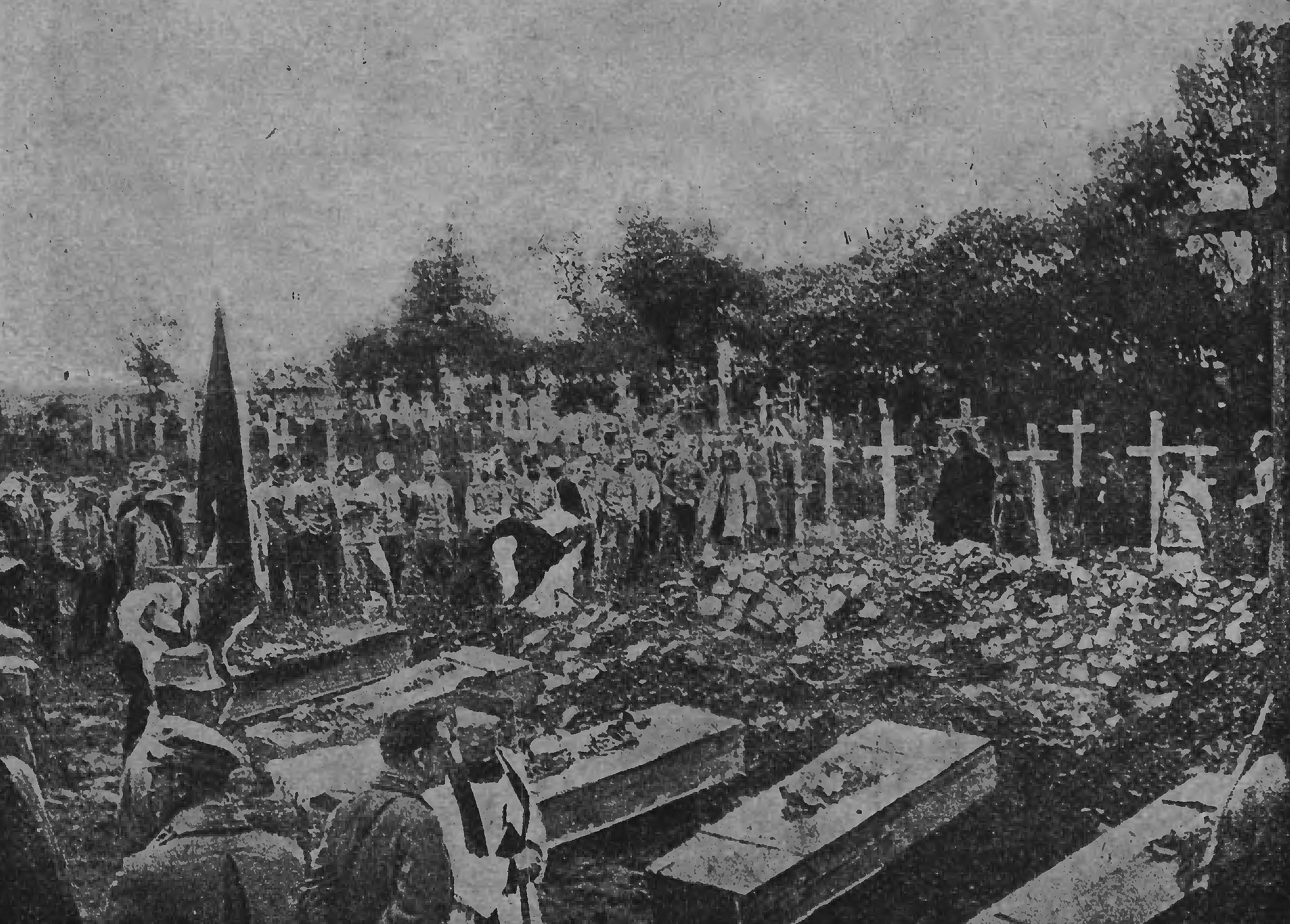
Pogrzeb rtm. Wąsowicza i innych poległych pod Rokitną

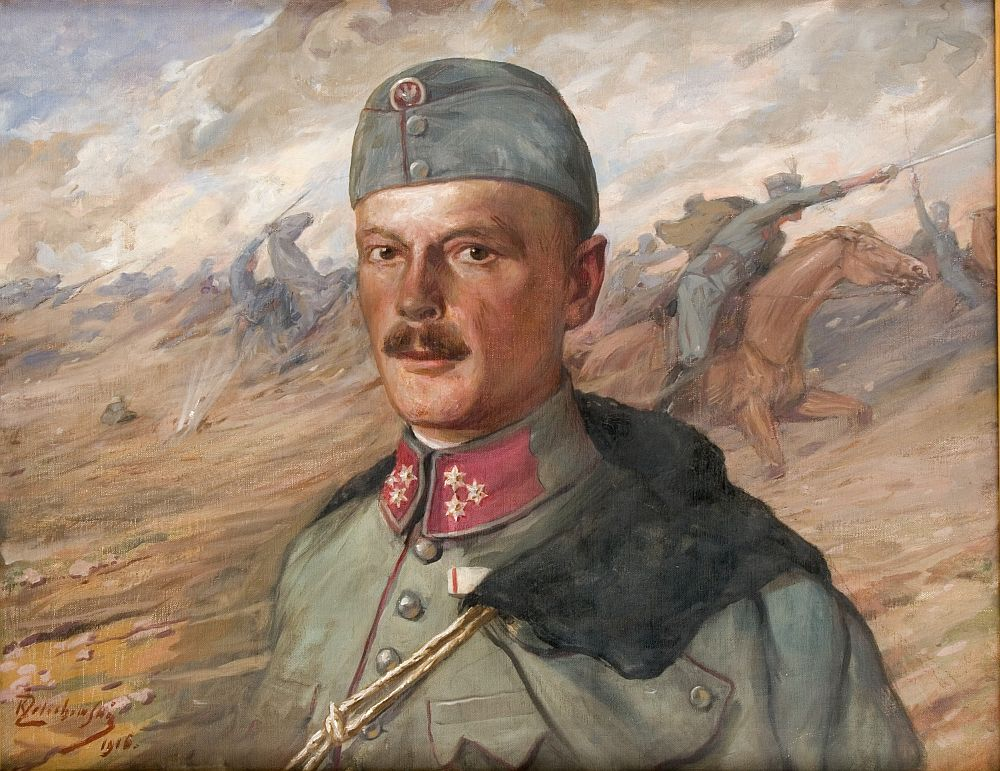
Portret rotmistrza Zbigniewa Wąsowicza Kasper Żelechowski (1916)

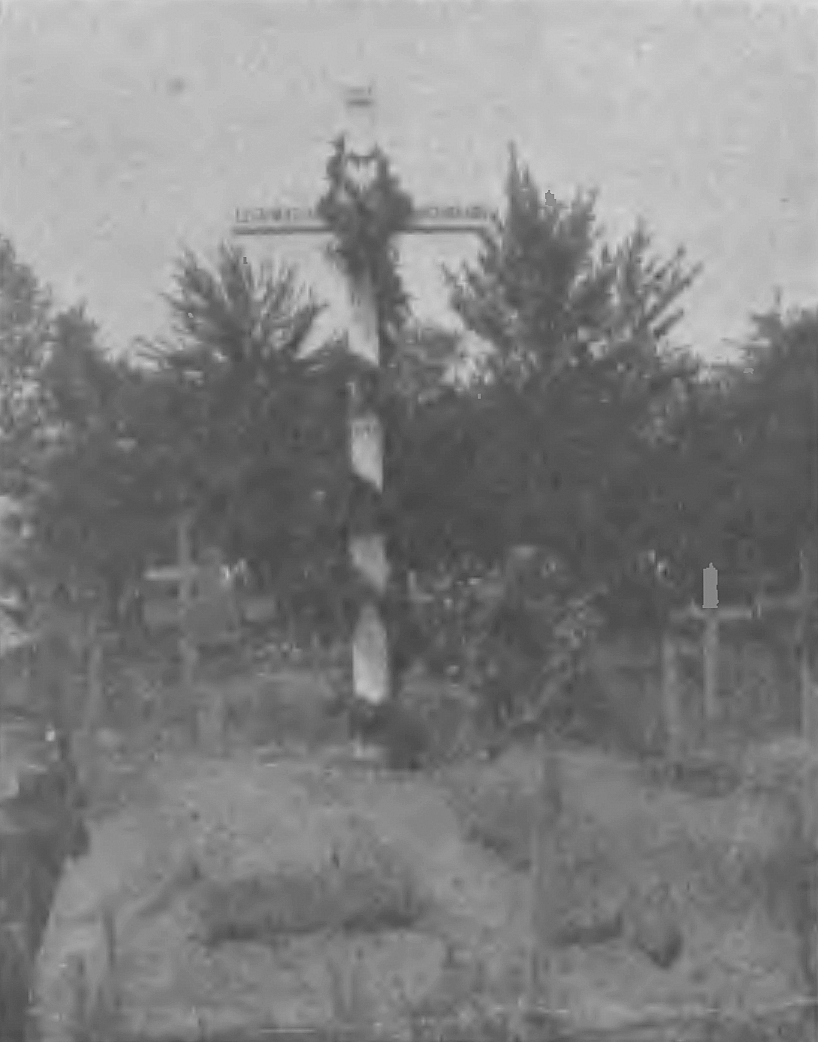
Grób rotmistrza przed 1919

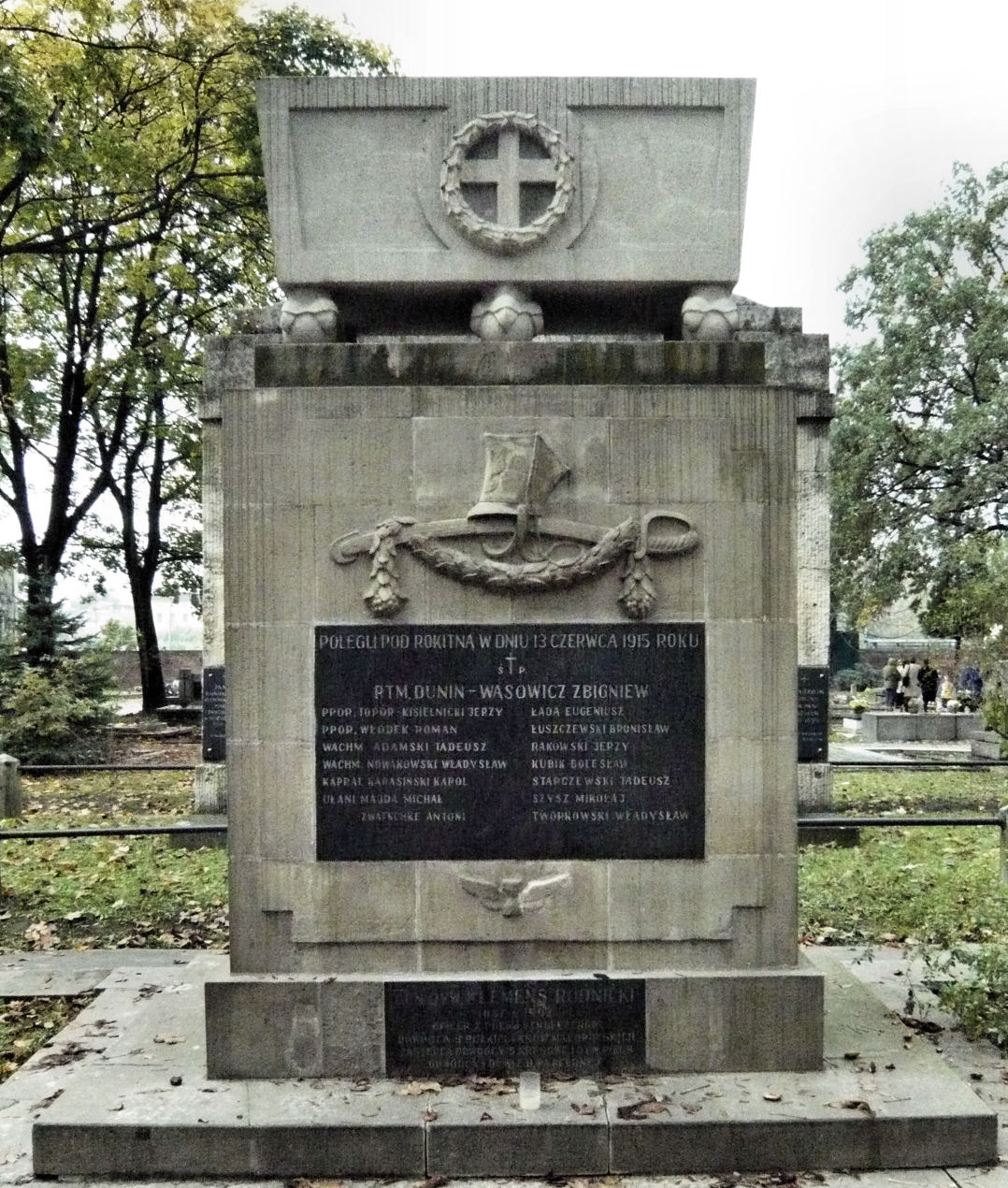
Cmentarz Rakowicki - pomnik na grobie

## Życie prywatne
Był synem Bolesława, polskiego oficera cesarskiej i królewskiej armii i szambelana dworu cesarskiego i wnukiem, w prostej linii, szwoleżera Mikołaja Dunin-Wąsowicza – uczestnika bitwy pod Somosierrą oraz starszym bratem Bolesława. Matką Zbigniewa była Wilhelmin z d. Müller. Jego powinowatym był Jan Kosina.

## Kariera wojskowa
Po ukończeniu korpusu kadetów w Łobzowie (dziś dzielnica Krakowa) poświęcił się zawodowej służbie wojskowej. Mianowany podporucznikiem kawalerii austriackiej w 1910 roku służył w 13 pułku ułanów. W 1912 roku w stopniu porucznika kawalerii na własną prośbę przeszedł do rezerwy. Związał się z ruchem strzeleckim. Po ogłoszeniu mobilizacji przybył do Brzeżan, gdzie objął kierownictwo wyszkolenia pozostałych w obozie strzelców. W krótkim czasie zrezygnował z pełnionej funkcji i wyjechał najpierw do Lwowa, a później do Krakowa, gdzie 11 sierpnia objął dowództwo oddziału Sokołów Konnych przy oddziałach Piłsudskiego. Brał udział w potyczkach w okolicy Kielc. Po połączeniu jego oddziału z oddziałem Władysława Beliny-Prażmowskiego 23 sierpnia został oddelegowany z powrotem do Krakowa w celu organizowania i szkolenia kolejnych oddziałów kawalerii Legionów Polskich.
W Przegorzałach koło Krakowa i w Krakowie przy ul. Smoleńsk w stajniach konnego Sokoła sformował 2 i 3 szwadron kawalerii Legionów Polskich. Początkiem września objął dowództwo 2 szwadronu, który w październiku skierowano na Węgry i włączono w skład II Brygady Legionów Polskich. Na czele 2 szwadronu po przejściu na teren Polski stoczył 26 października 1914 pod Cycułowem w okolicy Stanisławowa swój pierwszy bój. W uznaniu zasług, głównie w czasie walk pod Cucyłowem został 5 listopada mianowany na rotmistrza kawalerii. Walczył w czterodniowej bitwie II Brygady pod Mołotkowem. Brał udział w kampanii na Huculszczyźnie od 26 listopada do 8 grudnia 1914, a w styczniu 1915 został przerzucony wraz ze szwadronem na zagrożony odcinek węgierskiej granicy. Walczył na Bukowinie i we wschodniej Małopolsce, gdzie z 2 szwadronem stoczył pod Tłumaczem zacięty bój.
Gdy na początku czerwca 1915 formacje II Brygady uległy reorganizacji rotmistrz Zbigniew Dunin-Wąsowicz został dowódcą 2 dywizjonu kawalerii (2 i 3 szwadron) II Brygady. Zginął 13 czerwca 1915 roku, prowadząc szarżę pod Rokitną na czele szwadronu liczącego 63 ułanów. Jego śmierć opisał uczestnik szarży Stanisław Rostworowski:
Rotmistrz krzyknął: Zdawajsia! i stała się rzecz nieoczekiwana. Ci ukryci w głębokim okopie sołdaci rosyjscy, których ułani nawet szablą dosięgnąć nie mogli, zdrętwieli na widok pędzących, ręce wznieśli do góry i o zmiłowanie prosili.

Okop był zdobyty. Ale z lewej i prawej flanki ogień nie zesłabł: owszem. wzmógł się jeszcze.

Padła "Hochla" pod rotmistrzem, chcieli go ratować – dał znak ręką, by jechali dalej, z rewolwerem w ręku zerwał się, strzelił kilkakrotnie wzdłuż okopu, ale wnet się zachwiał, słaniając się przeszedł kilkanaście kroków i upadł z przestrzelonym bokiem. Krew musiała gwałtownie uchodzić, osłabł – i usnął na wieki.
Pochowany na cmentarzu Rakowickim w Krakowie (grobowiec zbiorowy rokitniańczyków – kwatera 67). Ich uroczysty pogrzeb w Krakowie odbył się 25 lutego 1923.

## Upamiętnienie
- Rotmistrzowi poświęcona jest również pieśń legionowa z okresu I wojny światowej pt. Pieśń Szwadronu Wąsowicza

"Nasz Wąsowicz, chłop morowy,

Zbił Moskali w Cucyłowej.

Odznaczył się szwadron drugi,

Wrażej krwi on przelał strugi.

1915 Pieśń Szwadronu Wąsowicza

- W 1915 w Wiedniu został wybity medal upamiętniający szarżę pod Rokitną, zaprojektowany przez Jana Raszkę, na którego awersie widnieją popiersia poległych tam rtm. Zbigniewa Wąsowicza, por. Kisielnickiego i por. Włodka[8].
- Rotmistrza upamiętnił w wierszu pt. Rotmistrzowej sławie poeta legionowy Józef Mączka[9].
- Wiersze poświęcone Dunin-Wąsowiczowi i szarży pod Rokitną zebrano w antologii Szarża pod Rokitną w pieśni (oprac. Maria Olexińska, Lwów 1925)[10].
- 13 czerwca 1936 we Lwowie prezydent miasta Stanisław Ostrowski odsłonił tablcę z okazji przemianowania dotychczasowej ul. Cetnerowskiej na ul. rtm. Dunin-Wąsowicza[11][12].
- W Krakowie jedną z bocznych ulic alei Krasińskiego nazwano imieniem rotmistrza Dunin-Wąsowicza.

## Odznaczenia
- Krzyż Srebrny Orderu Wojskowego Virtuti Militari nr 5397[13]
- Krzyż Niepodległości (6 czerwca 1931, za pracę w dziele odzyskania niepodległości)[14]